# 阿尔弗雷多·马萨扎
阿尔弗雷多·马萨扎（義大利語：Alfredo Massazza，1943年5月24日—2004年3月），意大利前男子射箭运动员。他曾代表意大利参加1972年夏季奥林匹克运动会射箭比赛个人项目，结果获得第三十一名。